# Tomaszów Mazowiecki
Tomaszów Mazowiecki es un municipio de Polonia, en el voivodato de Łódź y en el distrito de Tomaszów. Se extiende por una área de 41,30 km², con 63 771 habitantes, según los censos de 2016, con una densidad de 1544  hab/km². La cuarta ciudad en términos de número de habitantes en el Voivodato de Lodzkie y la segunda con transporte público gratuito. La primera (y única) pista de hielo del año en Polonia se encuentra en Tomaszów Mazowiecki: Ice Arena Tomaszów Mazowiecki, que ha sido sede del Campeonato Mundial de Patinaje de Velocidad durante varios años. En otoño, la ciudad acoge el festival internacional Love Polish Jazz, organizado por el Ministerio de Cultura y Patrimonio Nacional.